# Hikaru Nakamura
Christopher Hikaru Nakamura (japanisch 中村光, Nakamura Hikaru; * 9. Dezember 1987 in Hirakata, Osaka) ist ein US-amerikanischer Schachgroßmeister. Er war 2009 Weltmeister im Schach960 und konnte den Titel 2022 erneut erringen. Bei den Kandidatenturnieren zur Schachweltmeisterschaft erreichte er 2016 den siebten, 2022 den vierten und 2024 den zweiten Platz. Nakamura ist fünffacher Sieger der US-Meisterschaften und einer der populärsten Schach-Streamer weltweit.

## Leben und Schachkarriere
Nakamura kam als Sohn eines japanischen Vaters, Shuichi Nakamura, und einer US-amerikanischen Mutter, Carolyn Merrow Nakamura, in Japan zur Welt. Als Zweijähriger kam er mit seinen Eltern in die USA. Seine Eltern ließen sich 1990 scheiden. Von seinem Stiefvater, Sunil Weeramantry, einem für Sri Lanka spielenden FIDE-Meister und bekannten Schachtrainer in den USA, lernte er als Siebenjähriger die Schachregeln. Nakamura lebt in Los Angeles. Er ist verheiratet mit der amerikanisch-iranischen Frauen-Großmeisterin Atousa Pourkashiyan.

### Frühe Schachkarriere

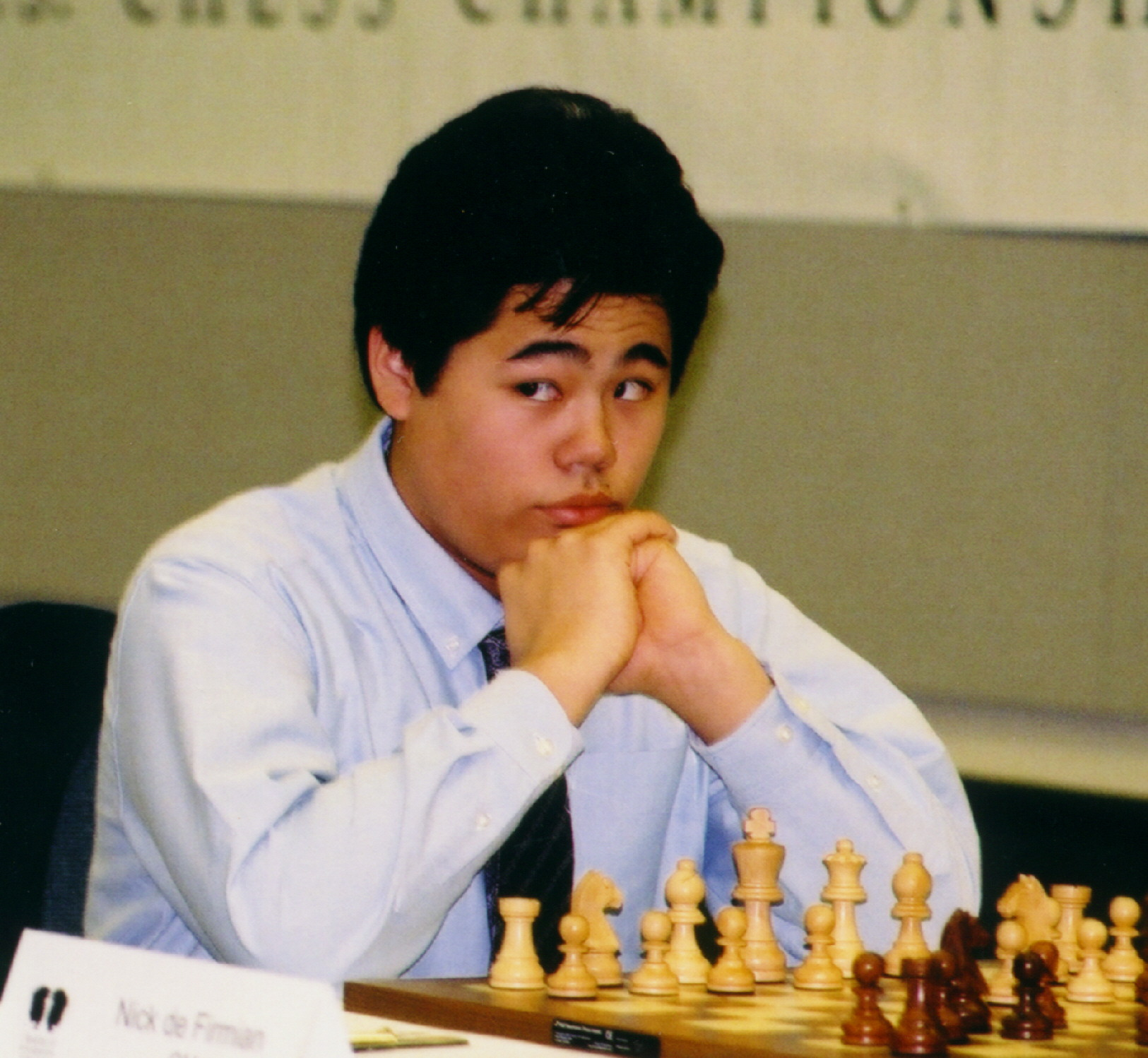
Nakamura (2003)

Sein erstes Turnier spielte Hikaru im Februar 1995. Bereits im Alter von zehn Jahren und vier Monaten wurde Nakamura Nationaler Meister und war damit der jüngste Schachmeister der USA aller Zeiten. Im Jahr 2001 gewann Nakamura die US-Jugendmeisterschaft in Tulsa und wurde im selben Jahr Jugendvizeweltmeister der Kategorie U14 in Oropesa del Mar. 2002 wurde er geteilter Erster auf den Bermudas, ebenso bei den Panamerikanischen Jugendmeisterschaften in La Paz. Im Jahr 2003 wurde er als 15-Jähriger der jüngste amerikanische Großmeister und unterbot damit den Rekord von Bobby Fischer aus dem Jahr 1958. Er wurde in diesem Jahr geteilter Erster beim prestigeträchtigen Foxwoods-Open in Ledyard (Connecticut). Im selben Jahr wurde er bei den Panamerikanischen Meisterschaften in Buenos Aires geteilter 3.–8. und qualifizierte sich damit für die FIDE-Weltmeisterschaft 2004 in Tripolis, wo er erst im Achtelfinale gegen den späteren Finalisten Michael Adams ausschied. Im selben Jahr besiegte er in einem Wettkampf in Cuernavaca den Ukrainer Sergei Karjakin deutlich mit 4½ zu 1½ (+4 =1 −1).

### Etablierung an der Spitze

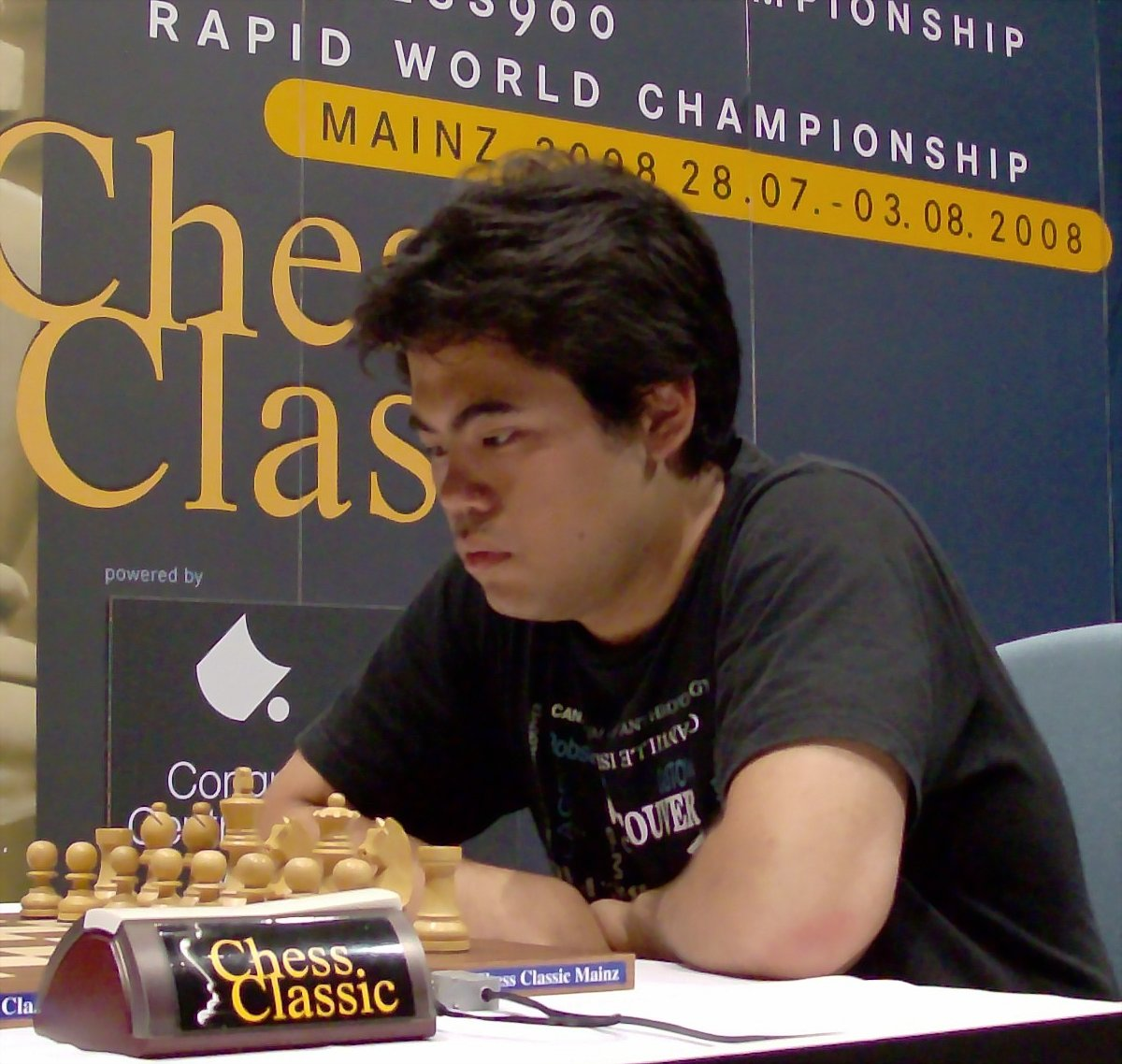
Nakamura (2008)

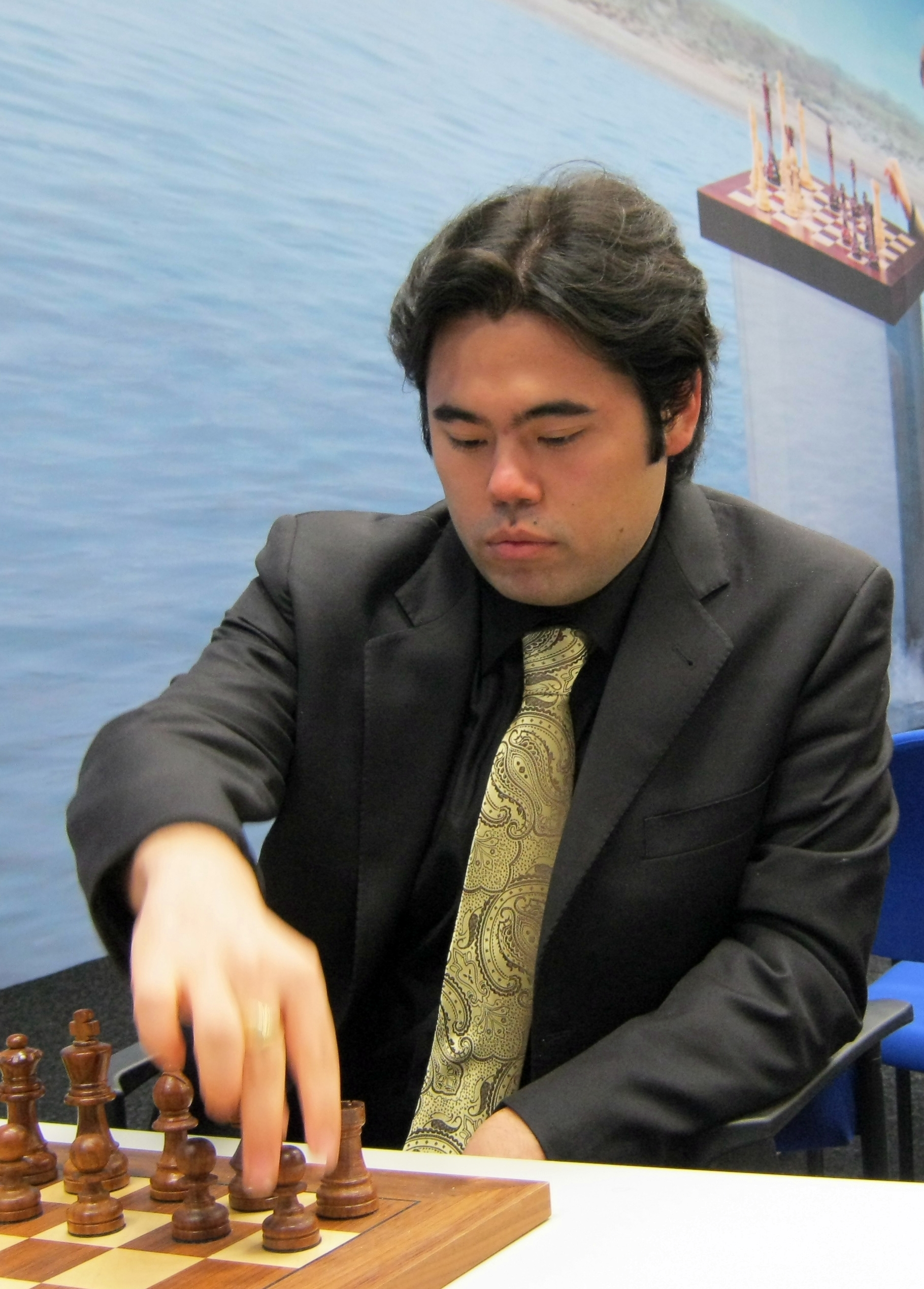
Nakamura (2012)

Das Jahr 2005 war für Nakamura besonders erfolgreich und legte den Grundstein zu seiner dauerhaften Etablierung als Spitzenspieler der USA und einer der führenden Spieler der Welt: bereits im Dezember 2004 gewann er in San Diego die Landesmeisterschaft der USA für das Jahr 2005. Er gewann erneut das Foxwoods-Open und das World-Open in Philadelphia (geteilt). Beim Jungmeisterturnier in Lausanne wurde er Zweiter nach einer Finalniederlage gegen den Ukrainer Andrij Wolokitin. Im Jahre 2006 spielte Nakamura erstmals für das US-Team bei der Schacholympiade in Turin, wo sein Ergebnis am dritten Brett (7 Punkte aus elf Partien) entscheidend zur Bronzemedaille der USA beitrug. Im selben Jahr gewann er das North American Open in Las Vegas. Im Januar 2007 wurde er geteilter Zweiter (nach Wladimir Akopjan) in Gibraltar und feierte im selben Jahr im Oktober einen großen Sieg in Barcelona, wo er mit 7 Punkten aus neun Partien, ein Rundenturnier der Kategorie 15, vor Leinier Domínguez (6/9) und Vüqar Həşimov (5,5/9) gewann. Im Januar 2008 gewann er das Gibtelecom Chess Festival in Gibraltar nach Stichkampf gegen Bu Xiangzhi, im November das Schnellschach-Turnier in Cap d’Agde nach einem Finalsieg gegen Wassyl Iwantschuk. Im selben Jahr spielte er am zweiten Brett für die USA im Nationalteam bei der Schacholympiade in Dresden, wo er 6½ aus 10 erzielte (+5 =3 −2). Nakamura gewann mit der US-Mannschaft erneut, wie schon 2006, die Bronzemedaille. Im Mai 2009 gewann Nakamura zum zweiten Mal die US-Meisterschaft, ausgerichtet in St. Louis. Bei den Chess Classic Mainz vom 27. Juli bis 2. August nahm er Lewon Aronjan den Chess960-Weltmeistertitel ab. Seine Klasse im Blitzschach bewies Nakamura im November bei einem Blitzturnier in Oslo, bei dem er im Finale mit 3:1 gegen Magnus Carlsen gewann. Im März 2010 gewann er das online im Internet Chess Club ausgetragene 11. Dos Hermanas Blitzturnier, bei dem die Bedenkzeit drei Minuten pro Partie betrug. Im August 2010 qualifizierte sich Nakamura beim NH Chess Tournament nach Stichkampf gegen Anish Giri für das Turnier Melody Amber 2011. Im Januar 2011 gewann Nakamura das Tata-Steel-Schachturnier. Im Mai 2011 gewann er in St. Louis einen Wettkampf gegen Ruslan Ponomarjow mit 6½ zu 3½. Dabei wurden sechs Partien mit Turnierbedenkzeit (+2 =3 −1) und vier Schnellschachpartien (+2 =2) gespielt. Im Mai 2012 gewann er mit 8½ Punkten aus elf Partien zum dritten Mal die US-Meisterschaft, weitere US-Meistertitel folgten 2015 und 2019.
Durch einen zweiten Platz im FIDE Grand Prix 2014–2015 qualifizierte sich Nakamura erstmals für ein Kandidatenturnier. Den Wettkampf beendete er auf dem vorletzten siebten Platz.

### Pause und Rückkehr
Während der COVID-19-Pandemie zog sich Nakamura weitgehend aus dem Profi-Schach zurück und konzentrierte sich auf seine Streaming-Aktivitäten (siehe unten). Im Jahr 2022 wurde er kurzzeitig vom Weltverband als inaktiv geführt, da er zwei Jahre lang keine gewertete Partie mit klassischer Bedenkzeit bestritten hatte. Durch eine Wildcard konnte er dennoch am FIDE Grand Prix 2022 teilnehmen, bei dem er überraschend das erste Turnier gewann und im dritten Turnier Zweitplatzierter wurde. Über die Gesamtwertung qualifizierte er sich für das Kandidatenturnier 2022, das er auf dem vierten Rang (punktgleich mit dem drittplatzierten Teymur Rəcəbov) abschloss.
Bei der Weltmeisterschaft im Fischer-Random-Schach 2022, für die er sich über Lichess qualifizierte, errang Nakamura seinen zweiten Weltmeistertitel im Schach960. Er gewann das Turnier in Reykjavík nach einem 2:2-Unentschieden in den Finalspielen gegen Jan Nepomnjaschtschi und einem Sieg mit den weißen Figuren in der folgenden Armageddon-Partie. In der Vorbereitung der Partien arbeitete Nakamura mit Wesley So zusammen.
In der ersten Jahreshälfte 2023 gewann Nakamura zwei Spitzenturniere; zum einen den American Cup im Finale gegen Wesley So und das Norway Chess vor Fabiano Caruana. Durch einen zweiten Platz beim FIDE Grand Swiss 2023 qualifizierte sich Nakamura für das Kandidatenturnier in Toronto 2024, welches er auf dem zweiten Platz, einen halben Punkt hinter D. Gukesh und vor den punktgleichen Nepomnjaschtschi und Caruana, beendete.

## Elo-Entwicklung
| Die zur Anzeige dieser Grafik verwendete Erweiterung wurde dauerhaft deaktiviert. Wir arbeiten aktuell daran, diese und weitere betroffene Grafiken auf ein neues Format umzustellen. (Mehr dazu) |

## Streaming
Im Jahr 2018 begann Nakamura regelmäßig Online-Schachpartien auf der Plattform Twitch zu streamen. Nach eigener Aussage begreift er sich seit 2019 vorrangig als Streamer und erst in zweiter Linie als Schachprofi. So spiele er beispielsweise nur noch Turniere, die er auch auf seinem Kanal zeigen könne.
Nakamura agierte im Frühjahr 2020 als Coach und Kommentator des Schachevents PogChamps, an dem viele populäre Streamer wie XQc teilnahmen. Diese waren überwiegend Schachlaien und wurden, bevor sie gegeneinander antraten, von erfolgreichen Schachspielern wie Nakamura und Levy Rozman vorbereitet. Nakamura erlangte dadurch vor allem bei neuen Schachinteressenten große Aufmerksamkeit.
Im August 2020 erhielt Nakamura, der zu diesem Zeitpunkt 500.000 Follower auf Twitch erreicht hatte, als erster Schachspieler einen Vertrag beim E-Sport-Team TSM. Sein Management übernahm zeitweise die Künstleragentur WME. Im Februar 2021 überschritt die Zahl seiner der Twitch-Follower die Marke von einer Million. Gesponsert wird Nakamura unter anderem von Chess.com, die auch weitere Sponsoren vermitteln. Nach seiner Trennung von TSM schloss er sich im Sommer 2022 Misfits Gaming an. Im Frühjahr 2023 unterschrieb Nakamura einen nicht-exklusiven Vertrag beim Twitch-Konkurrenten Kick und nutzt seitdem beide Plattformen für seine Livestreams.

## Partien gegen Schach-Engines
Im August 2014 unterlag er in einem Wettkampf der stärksten Schach-Engine Stockfish mit 1:3. Er konnte dabei in zwei Partien das Programm Rybka nutzen, in zwei weiteren Partien erhielt er eine Bauernvorgabe. Auch im Januar 2016 gelang ihm gegen die Engine Komodo – trotz nicht unerheblicher Vorgaben – kein Sieg und er musste sich mit 1½ zu 2½ geschlagen geben. Sam Copeland (Chess.com News) verglich den „tapferen“ aber vergeblichen Widerstand mit den historischen Schlachten von Alamo und den Thermopylen.

## Mannschaftsschach
Nakamura nahm mit der Mannschaft der Vereinigten Staaten an allen sieben Schacholympiaden von 2006 bis 2018 teil, wobei er diese 2016 gewann, 2006 sowie 2008 den dritten und 2018 den zweiten Platz belegte. An der Mannschaftsweltmeisterschaft nahm er 2010 und 2013 teil. Er erreichte 2010 mit der Mannschaft den zweiten Platz, während er in der Einzelwertung 2010 das beste und 2013 das zweitbeste Ergebnis jeweils am ersten Brett erzielte.
In der österreichischen Bundesliga spielte Nakamura in der Saison 2008/09 für den Meister Husek Wien, mit dem er 2009 auch am European Club Cup teilnahm. In Frankreich trat er 2008 für La Tour Sarrazine Antibes und 2009 für den Meister Évry Grand Roque an. In Spanien spielte er 2010 für Sestao Naturgas Energia XT; in Italien für die Mannschaft von Obiettivo Risarcimento Padova, mit der er dreimal am European Club Cup teilnahm. In der United States Chess League spielte er 2007 für die New York Knights, 2008 und 2009 für die Seattle Sluggers, 2010 und 2011 für die St. Louis Arch Bishops und 2015 für die Miami Sharks. In Deutschland wurde er 2024 mit dem SC Viernheim Meister der Schachbundesliga.

## Spielstil
Nakamura ist für seinen kompromisslosen Angriffsstil bekannt. In englischsprachigen Schachkreisen lautet sein Spitzname daher „H Bomb“. Insbesondere zu Beginn seiner Karriere schreckte er auch nicht vor Eröffnungsvarianten zurück, die allgemein als zweifelhaft oder sogar schlecht angesehen werden. So begann er zum Beispiel mehrere Turnierpartien gegen Großmeister mit dem ansonsten eher selten gespielten Parhams Angriff. Nach eigener Erklärung anlässlich seines Turniersieges in Wijk aan Zee 2011 ist er aber zu ernsthafteren Eröffnungen übergegangen. Anfang November 2011 wurde bekannt, dass Nakamura seit Dezember 2010 mit Garri Kasparow zusammenarbeitet, der zuvor Magnus Carlsen trainiert hatte.
Nakamura gilt auf Schachservern als einer der weltbesten Blitz- und Bullet-Spieler.

## Partiebeispiel
|   | a | b | c | d | e | f | g | h |   |
| 8 |   |   |   |   |   |   |   |   | 8 |
| 7 |   |   |   |   |   |   |   |   | 7 |
| 6 |   |   |   |   |   |   |   |   | 6 |
| 5 |   |   |   |   |   |   |   |   | 5 |
| 4 |   |   |   |   |   |   |   |   | 4 |
| 3 |   |   |   |   |   |   |   |   | 3 |
| 2 |   |   |   |   |   |   |   |   | 2 |
| 1 |   |   |   |   |   |   |   |   | 1 |
|   | a | b | c | d | e | f | g | h |   |

Krasenkow-Nakamura 0:1
Barcelona, 19. Oktober 2007
Englische Eröffnung, A14
1. Sf3 Sf6 2. c4 e6 3. g3 d5 4. Lg2 Le7 5. 0–0 0–0 6. b3 a5 7. Sc3 c6 8. d4 Sbd7 9. Dc2 b6 10. e4 La6 11. Sd2 c5 12. exd5 cxd4 13. Sb5 exd5 14. Sxd4 Tc8 15. Te1 b5 16. Lb2 Te8 17. Dd1 bxc4 18. bxc4 Db6 19. Tb1 dxc4 20. Sc6 Txc6 21. Lxf6 Dxf2+ 22. Kxf2 Lc5+ 23. Kf3 Txf6+ 24. Kg4 Se5+ 25. Kg5 Tg6+ 26. Kh5 f6 27. Txe5 Txe5+ 28. Kh4 Lc8 0:1

## Werke
- Hikaru Nakamura, Bruce Harper, Yasser Seirawan: Bullet Chess. One Minute to Mate. Russell Enterprises, Milford 2009, ISBN 978-1-888690-67-5.